# Gesto della pistola

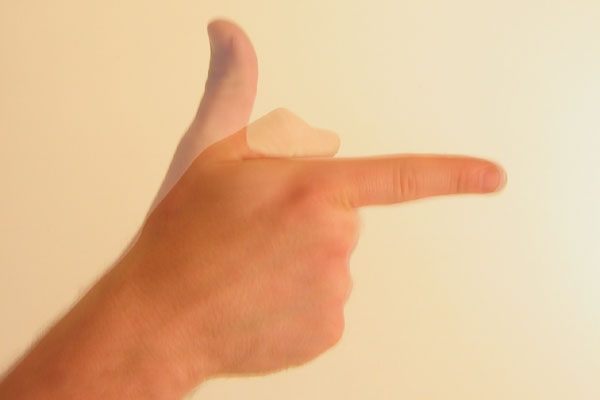
Esempio di gesto della pistola

Il gesto della pistola è un gesto della mano in cui il soggetto che lo fa usa la mano per simulare una pistola, alzando il pollice e l'indice in alto in modo tale che formino un angolo retto tra di loro con le altre dita chiuse a modo di pugno, con la mano che è rivolta verso davanti perpendicolarmente o leggermente inclinati rispetto al polso e al braccio; solitamente il dito medio viene leggermente disteso per simulare la presenza del grilletto. Solitamente questo gesto viene considerato come di minaccia, intimidatorio e offensivo.
A volte questo gesto è anche utilizzato posizionando l'ipotetica "pistola" creata con la mano al lato della propria testa sulla tempia sotto il mento, per indicare un forte desiderio di esasperazione o per esprimere l'antipatia per una determinata situazione. Inoltre, può essere utilizzato anche come gesto colloquiale tra amici o conoscenti come modo alternativo per dire "hey" o "cosa succede".
Nel cinema il gesto è stato molto utilizzato, e due casi molto noti sono quelli nel film Dove vai in vacanza? del 1978, in cui viene fatto dal personaggio interpretato da Elisabetta Pozzi, e nel film Breakfast Club del 1985, in cui viene utilizzato dall'attrice Ally Sheedy.